# Fussy
Fussy là một xã thuộc tỉnh Cher trong vùng Centre-Val de Loire miền trung Pháp.

## Dân số
| 1962                                | 1968 | 1975 | 1982 | 1990 | 1999 | 2005 |
| ----------------------------------- | ---- | ---- | ---- | ---- | ---- | ---- |
| 425                                 | 560  | 1029 | 1762 | 2011 | 1951 | 2000 |
| Từ năm 1962 Dân số không tính trùng |      |      |      |      |      |      |

## Thị trấn kết nghĩa
- Corminboeuf, Thụy Sĩ.